# 130.ª Brigada Mixta (Ejército Popular de la República)
La 130.ª Brigada Mixta fue una Brigada Mixta del Ejército Popular Republicano formada en defensa de la Segunda República Española durante la Guerra civil española.
La Brigada se forma el 28 de abril de 1937, sobre la base de la anterior Agrupación de Montaña de los Pirineos, quedando constituida por los batallones siguientes: Batallón Alto Aragón (batallón n.º 517º), Batallón Cinco Villas (batallón 518º), Batallón FETE-UGT (Batallón 519º) y Batallón Izquierda Republicana (batallón 520º). Inicialmente la Brigada es adscrita a la Agrupación de Montaña del Ejército del Este, integrándose posteriormente en la 43.ª División.

## Historial de operaciones

### Frente de Aragón
La 130ª Brigada estuvo siempre en el frente de Huesca y el frente de Aragón, participando en los diversos combates sostenidos en la zona, incluyendo operaciones de diversión en apoyo del esfuerzo principal durante la Ofensiva de Zaragoza y diversos asaltos en las zonas de montaña de la provincia de Huesca, así como en diversas ofensivas locales en dirección a Zaragoza. En junio de 1937, la Brigada participa en los combates de la ofensiva republicana hacia Huesca, que se salda con el fracaso de la misma. El 12 de diciembre de 1937 la Brigada participa en un asalto en la zona de la Guarguera, en el que se logran modestos avances.
En marzo de 1938, cuando tiene lugar la ofensiva militar de los sublevados en el frente de Aragón, la llamada Campaña de Aragón, la Brigada, y con ella toda la 43.ª División, sostiene sus posiciones, pero el hundimiento de las unidades que protegen su flanco sur la obliga a retirarse hacia Bielsa, y acaba cercada por el enemigo, sin conexión con las líneas republicanas, con lo que protagoniza la llamada batalla de la Bolsa de Bielsa en el verano de 1938, teniendo solo a su espalda la frontera francesa.
Acabada la batalla, y pasada a Francia casi toda la población civil por el puerto de Cotefablo o Puerto Viejo de Bielsa, la Brigada, junto con toda la División de la que forma parte, pasa a Francia el 18 de junio, para inmediatamente reincorporarse sus soldados al Ejército popular.

### Batalla del Ebro
En julio de 1938, la Brigada es reorganizada a tiempo para ser enviada, junto con toda la División, a la batalla del Ebro. El 25 de agosto, la Brigada pasa el río Ebro, siendo desplegada en la sierra de Cavalls. Sin embargo, el 30 de octubre se encuentra con que su posición es el centro del ataque enemigo, soportando un fuerte bombardeo, seguido de un asalto, con el resultado de que ese día el 70% de la Brigada causa baja, entre ellos el jefe de la Brigada y tres de los cuatro jefes de batallón.

### Campaña de Cataluña
A pesar de la gravedad de las bajas, la Brigada sigue desplegada protegiendo el Ebro en el sector de Almatret y Ribarroja de Ebro, hasta que de nuevo sufre la embestida de los voluntarios italianos del CTV al inicio de la campaña de Cataluña, viéndose obligada a retirarse hacia Reus, a donde llega el 14 de enero de 1939, replegándose posteriormente a Tarragona y, siguiendo por la carretera de la costa, Barcelona, donde intenta de nuevo frenar el avance enemigo.
Completamente desorganizada, la unidad sigue avanzando por la línea costera, pasando a Francia por Port-Bou el 9 de febrero con el resto de las unidades republicanas y varias decenas de miles de refugiados civiles.

## Mandos

### Comandantes
- comandante Mariano Bueno Ferrer (28 de abril de 1937)
- comandante Leopoldo Ramírez Jiménez (octubre de 1937)
- comandante Dionisio Lacasa Abadía
- mayor de Milicias Tolosa (julio de 1938 hasta su muerte)

### Comisarios políticos
- Julián Borderas Pallaruelo (el 28 de abril de 1937, pasa a ser comisario del X Cuerpo de Ejército)
- Lorenzo Berdala Pardo (octubre de 1937)

## Batallas y operaciones en que participa
- Batalla de Sabiñánigo
- Ofensiva de Huesca
- Ofensiva de Zaragoza
- Bolsa de Bielsa
- Batalla del Ebro
- Campaña de Cataluña